# Municipio de Bath (condado de Allen)
El municipio de Bath (en inglés: Bath Township) es un municipio ubicado en el condado de Allen en el estado estadounidense de Ohio. En el año 2010 tenía una población de 9725 habitantes y una densidad poblacional de 117,19 personas por km².

## Geografía
El municipio de Bath se encuentra ubicado en las coordenadas 40°46′55″N 84°2′33″O / 40.78194, -84.04250. Según la Oficina del Censo de los Estados Unidos, el municipio tiene una superficie total de 82.99 km², de la cual 79.5 km² corresponden a tierra firme y (4.2%) 3.49 km² es agua.

## Demografía
Según el censo de 2010, había 9725 personas residiendo en el municipio de Bath. La densidad de población era de 117,19 hab./km². De los 9725 habitantes, el municipio de Bath estaba compuesto por el 93.04% blancos, el 3.16% eran afroamericanos, el 0.07% eran amerindios, el 0.84% eran asiáticos, el 0.01% eran isleños del Pacífico, el 0.78% eran de otras razas y el 2.1% pertenecían a dos o más razas. Del total de la población el 2.01% eran hispanos o latinos de cualquier raza.